# Omi (cantor)
OMI, nome artístico de Omar Samuel Pasley (Clarendon, Jamaica, 3 de setembro de 1986), é um cantor e compositor jamaicano conhecido pela single Cheerleader, sucesso mundial em uma versão remixada pelo DJ alemão Felix Jaehn. Ele atualmente tem contrato com a Ultra Music, uma parte da Sony Music.

## Carreira

### Início
Omar Samuel Pasley nasceu na paróquia de Clarendon, Jamaica. OMI foi para Kingston, depois de ser descoberto pelo empresário Clifton Dillon (conhecido como Specialist) e assinou contrato com a Oufah, um rótulo jamaicano independente. Seu primeiro hit foi "Standing On All Threes", lançado com um vídeo musical.
OMI compôs em 2008 uma canção intitulada "Cheerleader", mas só a música só foi gravada e lançada em 2012. Foi lançada na Jamaica mesmo com um baixo orçamento, o clipe musical considerado high-concept, filmado em Oregon durante a primeira viagem do OMI para os Estados Unidos, tornando-se um sucesso modesto na Jamaica e também popular no Havaí e em Dubai. Nunca lançou um álbum, porém OMI teve vários sucessos locais na Jamaica como "Take It Easy", "Fireworks" (acompanhado de um vídeo musical) e "Color of My Lips", este último ao lado de Busy Signal, um conhecido artista de dance reggae jamaicano.

### 2014–presente: Cheerleader
Em 2014, a faixa "Cheerleader" tem uma segunda vida quando Patrick Moxey, o presidente da Ultra Music, um selo de dance music, propriedade da Sony Music ouviu a canção e gostou, oferecendo-se para remixar a música e relançá-la como uma versão de dance de pista. No início de 2014, a Ultra Music encomendou dois remixes para a música, um por Ricky Blaze e outro por Felix Jaehn, um produtor musical alemão. Eventualmente Ultra Music optou pela arejada versão tropical house de "Cheerleader" que foi remixada por Jaehn.
O remix inicialmente se tornou um enorme sucesso na Suécia, eventualmente certificada com cinco discos de platina. Logo a música se espalhou por outras paradas europeias, notavelmente na França, na Itália e na Alemanha. Ele liderou as paradas em vários países europeus e na Austrália. No Reino Unido, OMI fez história em 24 de maio de 2015, quando "Cheerleader" liderou a UK Singles Chart por quatro semanas consecutivas, marcando o mais longo período consecutivo de qualquer artista jamaicano na posição mais alta da lista. Nos Estados Unidos, a canção entrou no Billboard Hot 100 em maio de 2015.

## Discografia

### Singles
| Ano  | Título                                                          | Videoclipe |
| ---- | --------------------------------------------------------------- | ---------- |
| 2012 | "Standing On All Threes"                                        | Sim        |
| 2012 | "Cheerleader"                                                   | Sim        |
| 2012 | "Christmas Medley Special"                                      | Sim        |
| 2013 | "Take It Easy"                                                  | Sim        |
| 2013 | "Fireworks"                                                     | Sim        |
| 2013 | "My Old Lady"                                                   | Não        |
| 2013 | "Baby Mama Drama"                                               | Não        |
| 2014 | "Boom Riddim" (com Shabba Ranks)                                | Não        |
| 2014 | "Cheerleader" (remix com Ricky Blaze)                           | Sim        |
| 2014 | "Color of My Lips" (com Busy Signal)                            | Não        |
| 2014 | "Color of My Lips" (remix em espanhol com Busy Signal e Zlayer) | Não        |
| 2015 | "Cheerleader" (remix com Felix Jaehn)                           | Sim        |
| 2016 | ´´ Hula Hoop´´                                                  | Sim        |

|  |  |  |  |
|  |  |  |  |
|  |  |  |  |